# Kraken
Die Kraken (Ordnung Octopoda) sind eine Teilgruppe der Achtarmigen Tintenfische (Vampyropoda) innerhalb der Tintenfische (Coleoidea). Ihre nächsten Verwandten sind die Cirrentragenden Kraken und die Vampirtintenfischähnlichen (Vampyromorpha). Die cirrentragenden Kraken wurden erst in der jüngeren Zeit von den Kraken im engeren Sinne abgetrennt.
Kraken gelten als die intelligentesten Weichtiere, wobei ihre Intelligenz mit der von Ratten verglichen wird. Kraken sind in der Regel sehr scheu, jedoch neugierig und erweisen sich in Versuchen als sehr lernfähig.

## Name

### Deutscher Name
In der Fachsprache ist der Name stets ein Maskulinum: der Krake. In der Umgangssprache wird auch die weibliche Form die Krake verwendet.
Der Name Krake bürgerte sich aus dem Dänisch-Norwegischen ins Deutsche ein und könnte für „entwurzelter Baum“ stehen, da die Arme wie Wurzeln in alle Richtungen davonragen. Der Duden gibt als Ausgangssprache mundartliches Norwegisch an; die weitere Herkunft von norwegisch krake oder kraken ist laut Duden unklar.

### Wissenschaftlicher Name
Der wissenschaftliche Name „Octopoda“ (wörtlich „Achtfüßige“) bezieht sich auf ein wichtiges Merkmal der Kraken. Zu beachten ist, dass die artenreiche Gattung Octopus nur eine von mehreren Gattungen innerhalb der Ordnung Octopoda ist (siehe Abschnitt Systematik).
Im Plural ist nur die Schreibweise „Octopoda“ eine eindeutige Bezeichnung der Ordnung. Die eingedeutschte Schreibweise „Oktopus“ (mit k) mit den Pluralformen „Oktopoden“ und „Oktopusse“ bezieht sich meist allgemein auf Kraken, das ist aber nicht immer eindeutig. Die Verwechslungsträchtigkeit wird dadurch noch erhöht, dass die Achtfüßigkeit kein spezifisches Merkmal der Kraken ist, sondern das gemeinsame Merkmal einer übergeordneten Gruppe, der Achtarmigen Tintenfische (Octopodiformes). Die Verwendung des deutschen Namens „Kraken“ für die Ordnung Octopoda ist daher vorteilhaft. Die Bedeutung von „Krake“ ist – anders als die von „Oktopus“ und „Oktopode“ – in der Regel klar.

## Lebensraum
Die meisten Kraken sind Grundbewohner (Benthal). Die benthischen Flachmeerarten können auch einige Zeit außerhalb des Wassers überleben und sich dort fortbewegen. Oft suchen sie Gezeitentümpel auf, um dort nach Krebsen, Schnecken und anderen Tieren zu jagen.

## Anatomie
Kraken besitzen acht Arme (vier Armpaare). Die Arme tragen ungestielte Saugnäpfe, die keine Verstärkungsringe aufweisen. Kraken haben meist einen Lieblingsarm, den sie häufiger benutzen als die anderen.
Sie haben die ursprüngliche Schale der Kopffüßer komplett reduziert. Eine Ausnahme bilden dabei allerdings die Weibchen der Papierboote (Argonauta spec.), die aus einem Sekret ihrer Armdrüsen eine äußere Schale als Eibehälter bauen.
Der Körper der Kraken, der Mantel, ist in der Regel sackartig. Kraken haben ein mehrteiliges Herz mit einem Hauptherzen und zwei Kiemenherzen.
Kraken zeichnen sich durch ihr hochentwickeltes Nervensystem aus, das unter den Wirbellosen eine Spitzenposition einnimmt. Sie besitzen sehr gute Linsenaugen, die im Gegensatz zu denen der Wirbeltiere evers aufgebaut sind und so mit den Sinneszellen der Netzhaut direkt zum Licht weisen. Die Arme und besonders die Saugnäpfe sind stark mit Nerven und großen Ganglien durchzogen und können sich unabhängig vom Gehirn bewegen.
Der Farbwechsel der Kraken beruht auf einer dreischichtigen Verteilung von Chromatophoren in der Haut, die ebenfalls mit vielen Nerven verbunden sind. Octopus bimaculoides und einige andere Arten können Licht mit der gesamten Körperoberfläche wahrnehmen.

## Verhaltensweisen

### Fortbewegung

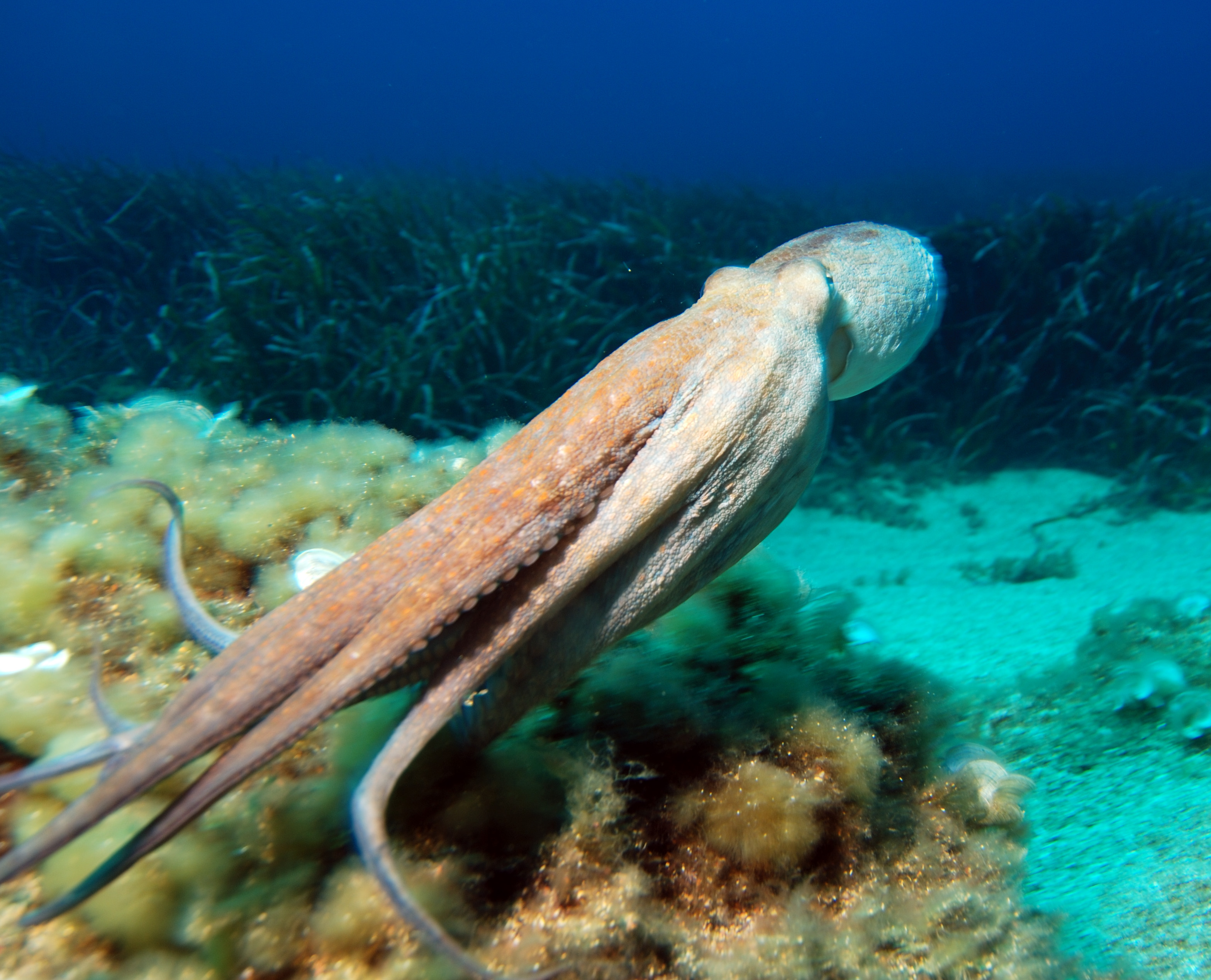
Kraken flüchten mit dem Körper voran und ziehen die Arme hinterher

Kraken nutzen ihre Arme, um sich auf dem Meeresboden zu bewegen. Auf der Flucht verwenden die Kraken das Rückstoßprinzip. Sie drücken das Wasser aus ihrer Mantelhöhle durch einen Trichter nach draußen und entfliehen durch den Rückstoß mit dem Körper voran.
Weil sie kein Innenskelett haben, sind Kraken extrem beweglich und können selbst durch engste Spalten und Löcher schlüpfen. Die Beweglichkeit machte vor allem den Thaumoctopus mimicus weltbekannt.

### Lernfähigkeit
Das Gehirn der Kraken ist sehr leistungsfähig; so bewältigen sie viele Irrgarten-Probleme effizienter als die meisten Säugetiere. Der kleine Krake Amphioctopus marginatus sammelt Kokosnussschalen, um sie später als Behausung zu benutzen – ein unter Wirbellosen einzigartiges Beispiel planvollen Vorgehens. Dennoch ist die Lernfähigkeit von Kraken begrenzt. Zwar können sie das Verhalten von Artgenossen imitieren, dies kommt jedoch fast nur in Gefangenschaft vor, da sie Einzelgänger sind.
Einmal erlernte Fähigkeiten werden nicht von Generation zu Generation weitergegeben, weil Wirbellose keine Eltern-Kind-Beziehungen wie Vögel oder Säugetiere aufbauen. Wirbellose sichern stattdessen das Überleben von Nachkommen, indem sie außerordentlich viele Nachkommen produzieren. Kraken erreichen maximal ein Lebensalter von drei Jahren.

Oktopus öffnet einen Behälter mit Schraubverschluss
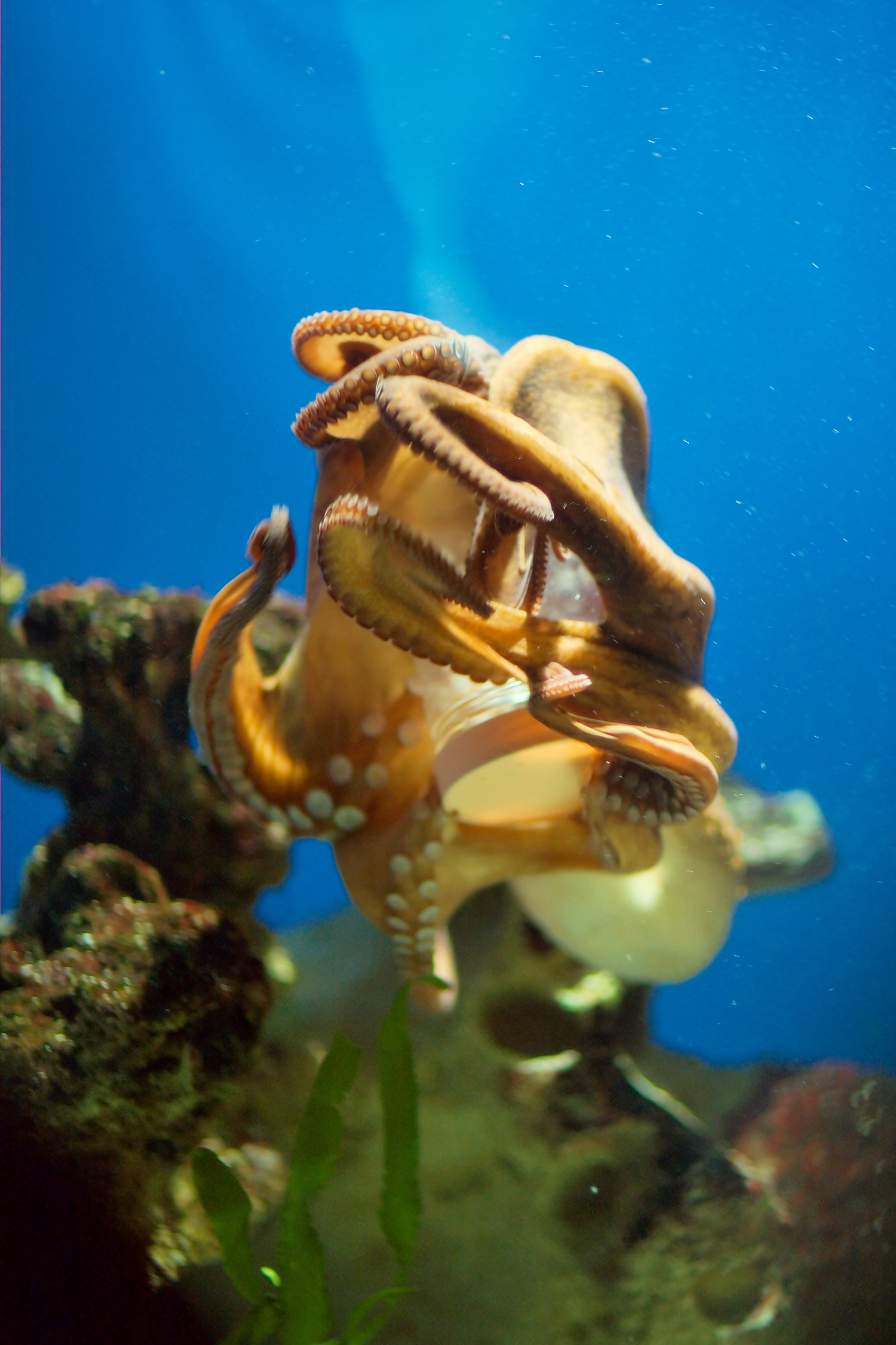
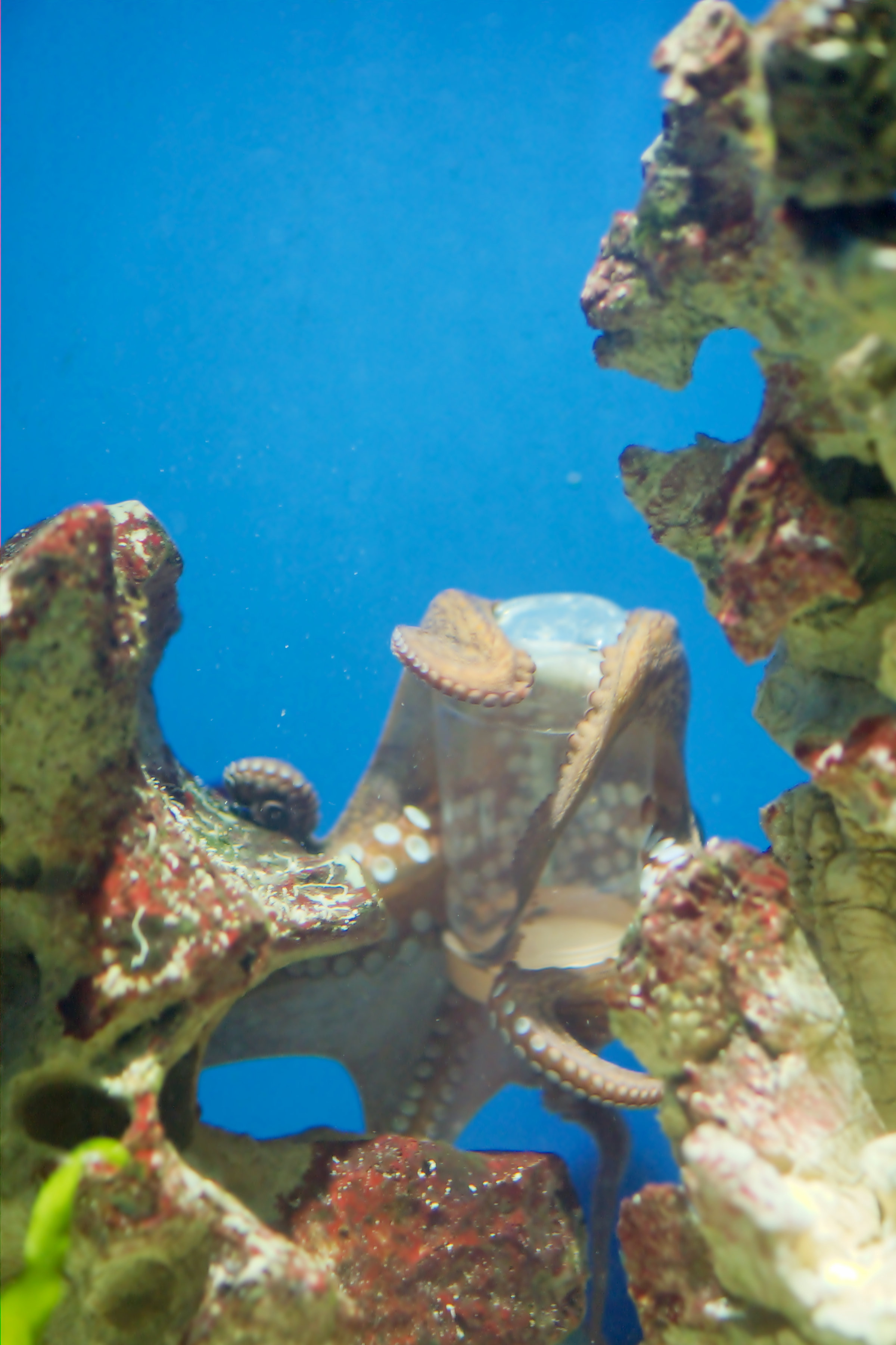
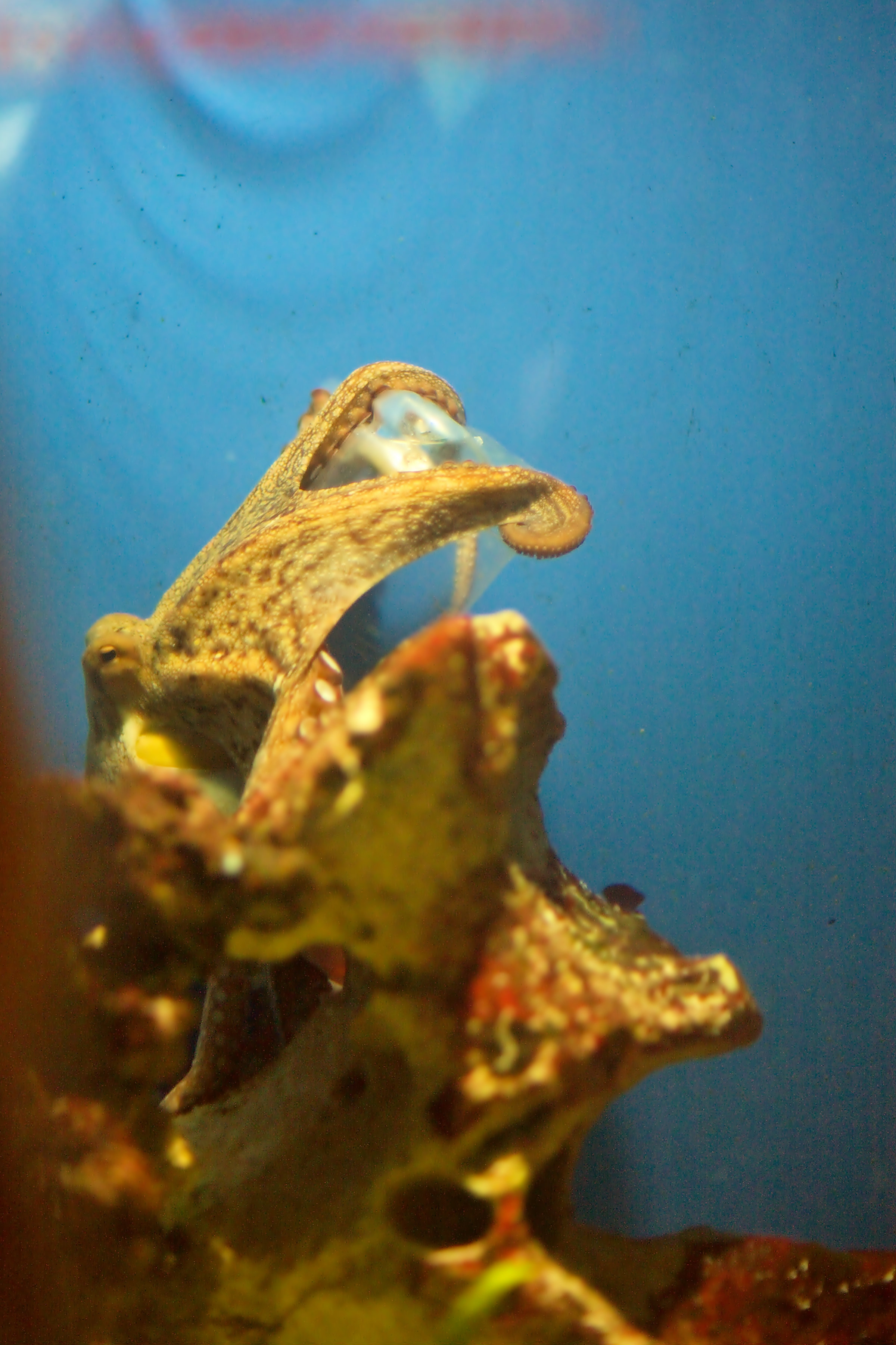
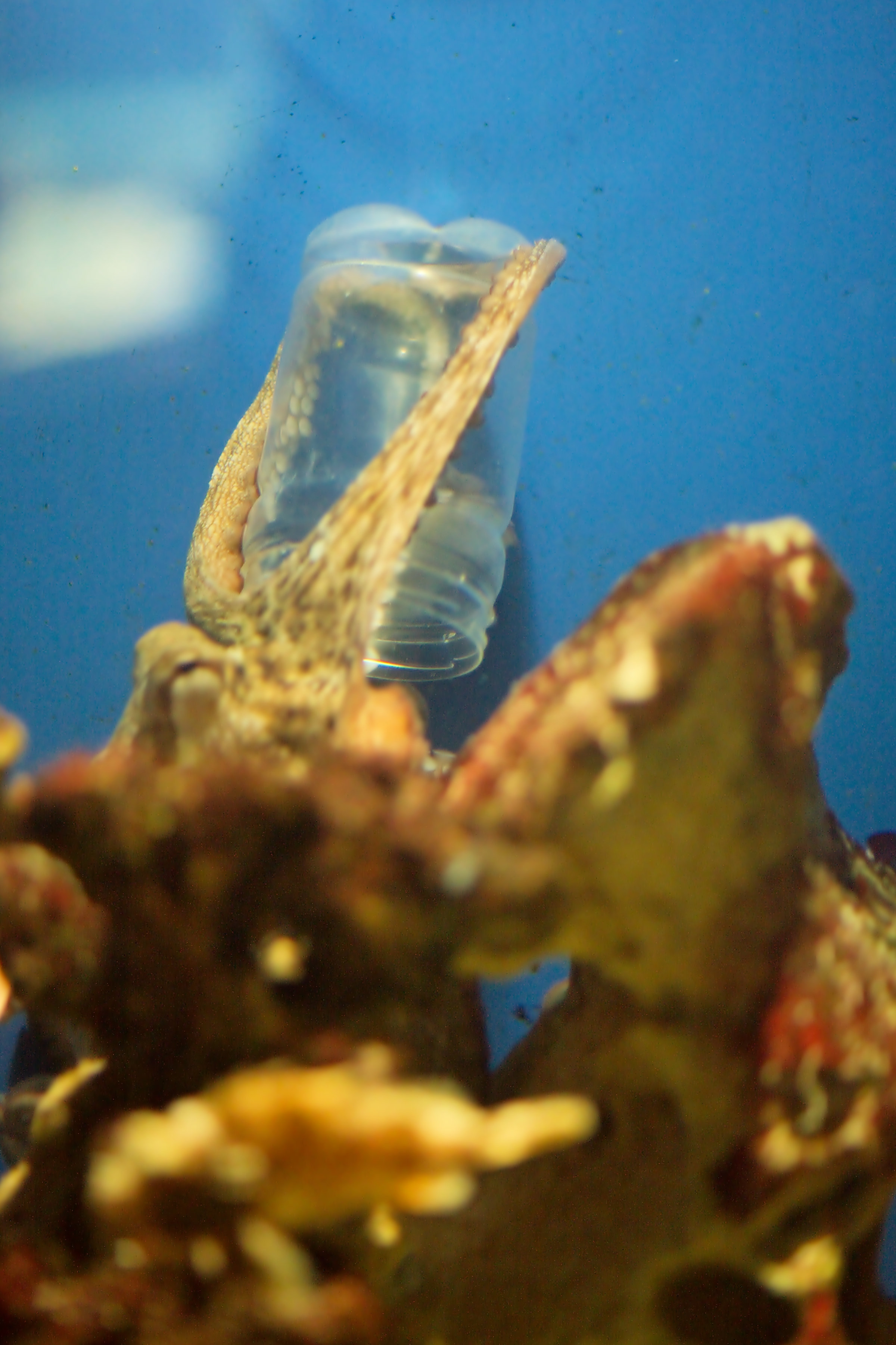

## Fortpflanzung und Entwicklung
Wie bei den anderen Kopffüßern findet bei den getrenntgeschlechtlichen Arten eine innere Befruchtung statt, die Begattung erfolgt durch den bei den Männchen speziell umgewandelten dritten linken Arm, der auch als Hectocotylus Jussila bezeichnet wird. Dieser wird in die Mantelhöhle des Weibchens eingeführt und überträgt eine mit Spermien gefüllte Kapsel, die Spermatophore. Durch ein explosionsartiges Aufplatzen der Spermatophore werden die Spermien dann freigesetzt und befruchten die Eier.
Beim Papierboot löst sich der Hectocotylus der Zwergmännchen mit der Spermatophore komplett ab und ist in der Lage, auch über weite Entfernungen ein Weibchen zu finden und zu befruchten. Da außerdem das Männchen mit 2 cm Größe erheblich kleiner ist als das Weibchen (etwa 10 cm), wurde der abgetrennte Arm wissenschaftlich noch vor dem Männchen selbst beschrieben, allerdings fälschlicherweise als parasitärer Fadenwurm in der Mantelhöhle der Weibchen.
Kraken bilden keine Larven, ihre Embryonen wachsen als Dotterscheibe auf den großen Eiern heran (discoidale Furchung). Bei vielen Arten werden die Eier von den Muttertieren intensiv bewacht. Alle Kraken vermehren sich nur einmal im Leben, einige Wochen bis wenige Monate danach sterben die Tiere.

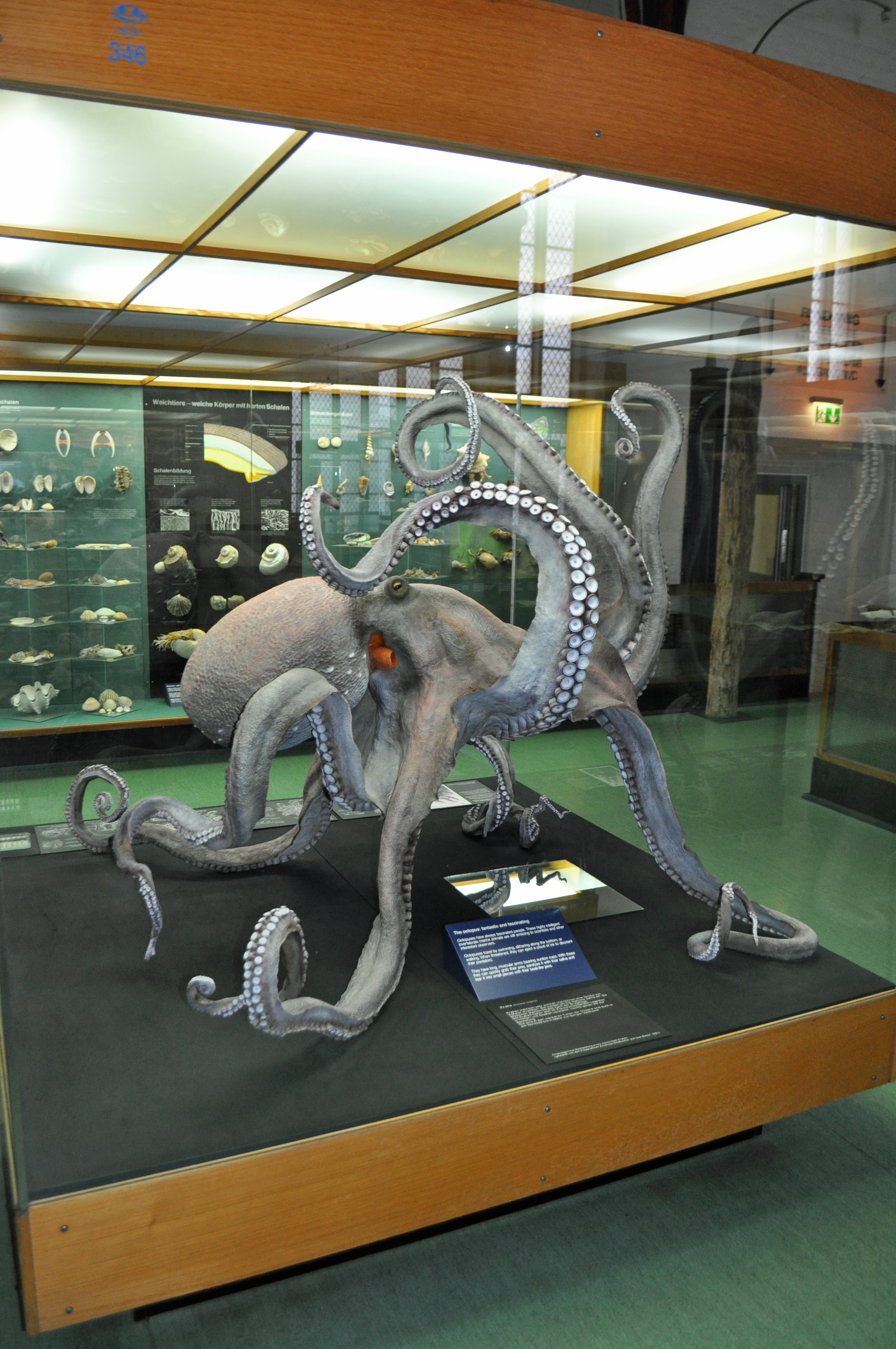
Riesenkrake im Meeresmuseum Stralsund

## Kraken und Menschen
Kraken sind in der Regel ungefährlich und nicht aggressiv. Der Biss von Kraken, in allen bekannten Fällen auf Grund von Provokation seitens der betroffenen Person, ist in der Regel zwar schmerzhaft, aber harmlos.
Bis auf die blaugeringelten Kraken (Hapalochlaena) haben Kraken, wenn überhaupt, nur ein sehr schwaches Gift. Der Biss der vorgenannten blaugeringelten Arten (auch als Blauring-Oktopusse bekannt) ist hingegen nicht nur leicht schmerzhaft, sondern sehr giftig. Das Gift Maculotoxin der blaugeringelten Kraken ist mit dem Tetrodotoxin des Kugelfisches nahezu identisch. Die gebissene Person fühlt sich schon kurz nach dem Biss schwach und spürt ein Prickeln im Gesicht. Es folgen Gefühllosigkeit, Übelkeit mit Erbrechen und Lähmungserscheinungen. Diese Lähmungserscheinungen werden rasch schlimmer und betreffen schon im frühen Stadium das Atemzentrum. Dabei ist der Betroffene stets bei vollem Bewusstsein, kann sich aber auf Grund der Lähmungen nicht mehr artikulieren. Ohne intensivmedizinische Behandlung kann eine solche Vergiftung tödlich enden. Ein Gegenmittel gegen das Gift ist nicht bekannt. Der Betroffene muss beatmet werden, bis die Wirkung des Gifts nachlässt und das Opfer wieder von selbst zu atmen beginnt. Unfälle mit blaugeringelten Kraken sind selten. In den Jahren 1950 bis 1995 sind nur elf Unfälle dokumentiert. Von diesen verliefen allerdings zwei Unfälle tödlich.
In den Bereich der Legenden gehören Berichte, nach denen große Kraken Menschen mit ihren Fangarmen erwürgen oder gar Schiffe in die Tiefe ziehen können, siehe Kraken (Mythologie).
Einige Krakenarten werden vor allem in der mediterranen Küche und in Asien vielfältig verwendet, siehe Tintenfisch (Lebensmittel).
Besondere Medienbekanntheit erreichte der Krake Paul, der während der Fußball-Weltmeisterschaft 2010 als Orakel-Tier den Ausgang aller getippten Fußballspiele korrekt „voraussagte“.

## Systematik
Unter den Kraken wurden früher aufgrund des Besitzes von Flossen zwei Grundtypen unterschieden, die Cirrata mit Flossen (Cirrentragende Kraken) und die Incirrata (Kraken i. e. S.) ohne Flossen. Die Erstgenannten bewohnen vor allem die Tiefsee und sind gute Schwimmer. Sie wurden in jüngerer Zeit in den Rang einer eigenständigen Ordnung erhoben, da in der ursprünglichen Definition der Octopoda diese Gruppe nicht enthalten war. Jene findet man demgegenüber vor allem in relativ flachem Wasser am Meeresgrund; zu diesen gehören die bekanntesten Arten. Beide Gruppen sind aber als Monophyla eingeordnet, die den Vampirtintenfischähnlichen (Vampyomorpha) gegenüberstehen.
| Octopoda (Kraken ohne Flossen und Cirren) - Amphitretidae - Amphitretus pelagicus - Amphitretus thielei - Familien der Argonautoidea: - Alloposidae - Haliphron atlanticus – Siebenarmiger Krake - Tremoctopodidae - Tremoctopus violaceus – Löcherkrake - Tremoctopus gelatus - Tremoctopus gracilis - Tremoctopus robsoni - Argonautidae – Papierboote - Argonauta argo – Großes Papierboot - Argonauta hians - Argonauta boettgeri - Argonauta nodosa - Ocythoidae - Ocythoe tuberculata - Bolitaenidae - Bolitaena pygmaea - Japetella diaphana - Japetella heathi - Octopodidae – Echte Kraken - Abdopus - Amphioctopus - Aphrodoctopus - Bathypolypus - Bathypurpurata - Bentheledone - Benthoctopus - Callistoctopus - Cistopus - Danoctopus - Eledone - Enteroctopus (Riesenkraken) - Euaxoctopus - Galeoctopus - Graneledone - Grimpella - Hapalochlaena (Blaugeringelte Kraken) - Histoctopus - Macrochlaena - Macroctopus - Macrotritopus - Megaleledone - Microeledone - Muusoctopus - Octopus (Oktopusse) - Pareledone - Paroctopus - Praealtus - Pteroctopus - Robsonella - Sasakiopus - Scaeurgus - Teretoctopus - Tetracheledone - Thaumeledone - Thaumoctopus - Velodona - Vosseledone - Vulcanoctopus - Wunderpus |